# كريس بليس
كريس بليس (بالإنجليزية: Chris Blais)‏ هو متسابق دراجات نارية أمريكي، ولد في 3 يناير 1981.